# Señor y señora Andrews
Señor y señora Andrews (en inglés, Mr. and Mrs. Andrews), es una pintura al óleo sobre lienzo de hacia 1750 elaborada por el pintor británico Thomas Gainsborough, ahora en la National Gallery de Londres. Es una de sus obras más famosas, pero permaneció en la familia de los retratados hasta 1960 y era muy poco conocida antes de aparecer por primera vez en una exposición en Ipswich en 1927, después de lo cual fue solicitada regularmente para otras exposiciones en Gran Bretaña y en el extranjero, siendo elogiada por los críticos por su encanto y frescura. En los años de la posguerra se estableció su estatus icónico, y fue una de las cuatro pinturas elegidas para representar el arte británico en una exposición en París celebrando la coronación de la reina Isabel II en 1953. Después la pintura comenzó a recibir un escrutinio hostil como paradigma de la sociedad paternalista y capitalista de la Inglaterra del siglo XVIII, pero sigue siendo una firme favorita popular.
Gainsborough es célebre por sus retratos y por sus paisajes, evidenciándose en esta obra un intento de aunar los dos géneros en un solo cuadro. No era innovador en esto, pues ya Francis Hayman, en torno al año 1740 pintó paisajes con figuras de cuerpo entero en primer plano. El artista era veinteañero cuando pintó este lienzo que aunaba los dos géneros, de los que él personalmente siempre prefirió el segundo: demuestra más dominio al pintar el paisaje que a las personas retratadas. El joven Robert Andrews, de veintidós años, se casó con Frances Carter, de dieciséis, en noviembre de 1748 y Gainsborough los retrató poco después de la boda. Se trata de nobles de la Suffolk rural. La pareja está frente a un roble: el marido de pie, ella sentada. Aparecen en la finca de su propiedad, llamada Auberies, y que se encuentra a unos kilómetros de Sudbury. El amplio paisaje realista que se extiende detrás de ellos es inconfundiblemente inglés. Hay campos de trigo recién segado, grupillos de árboles, un rebaño de ovejas y suaves colinas en el horizonte. Las gavillas de trigo son un símbolo tradicional de fertilidad.
Los esposos están representados en una postura más bien informal. En el caso de la joven señora Andrews, la expresión transmite cierta rebeldía. Llama la atención su regazo, que quedó inacabado. No se sabe si allí estaba pensado pintar un ave de caza, como un faisán que su esposo hubiera abatido, o bien otro objeto como un libro, o un niño. Su vestido azul resplandece entre los tonos más apagados del resto del cuadro.

## Modelos y escenario

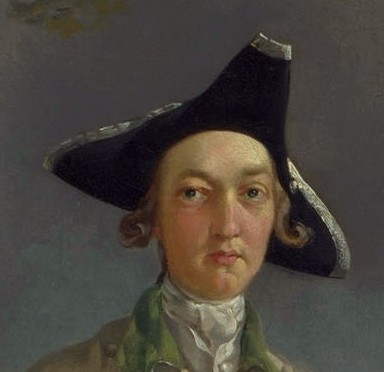
Robert Andrews, detalle.

Robert Andrews, el modelo masculino, era miembro de la aristocracia terrateniente, y esto es muy evidente en el trabajo de Gainsborough. Aunque es probable que el dinero de la familia provenga de un propietario, el padre de Robert que también prestó cantidades sustanciales de dinero, particularmente a otros nobles, a tasas de interés significativas. Esto incluyó la suma de 30 000£ a Federico Luis de Gales en 1743, por lo que se convirtió en Remembrancer (cronista). Tenía una casa en Londres en Grosvenor Square en Mayfair, y también poseía barcos y se dedicaba al comercio con las colonias del Imperio Británico. El propio Robert nació en Bulmer, Essex en 1725, y después de asistir a la Escuela de Gramática Sudbury al mismo tiempo que Gainsborough (dos años más joven), ingresó en el University College de Oxford. Su padre le compró una propiedad y aseguró una novia, en un intento exitoso de integrar aún más a Robert en las clases altas. En 1763, después de la muerte de su padre, se haría cargo de la empresa familiar. En 1750 poseía casi 3000 acres, incluida la mayor parte de la tierra visible en la pintura.

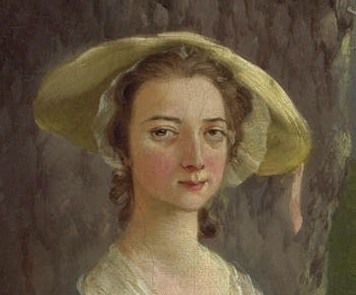
Frances Andrews, detalle.

Su esposa, sentada a su lado, es Frances Mary Carter, que se crio en el mismo municipio de Bulmer, y "no era exactamente la chica de al lado, pero probablemente la chica casadera más cercana de su propia clase". Fue comprometida con Andrews a los 15 o 16 años. Se casaron en Sudbury, el 10 de noviembre de 1748: él tenía 22 años, ella 16. Su padre también era dueño de negocios y propiedades, y tenía una "porción de una casa en la City de Londres", así como una propiedad en Ballingdon Hall, justo sobre el río Stour entonces en Sudbury, y luego en Essex. Su familia había hecho su fortuna en el negocio de cortinas, y al comprar la propiedad evitó el colapso de su industria textil.
La propiedad de Andrews, Auberies, en Bulmer Tye, North Essex, está a unos 6,4 km de Sudbury, y limita con la finca de Ballingdon del padre de Frances. Probablemente fuera parte de su dote o comprada con ella, en el periodo entre el matrimonio y la pintura. La iglesia que se vislumbra en medio de la obra es All Saints, Sudbury, donde la pareja se había casado. La pequeña torre en el fondo a la izquierda es la de la Holy Trinity Church en Long Melford. En el lado derecho se pueden ver los graneros de la granja de la casa de la infancia de Frances en Ballington Hall; tal ubicación identificable y representada con precisión es inusual en el trabajo de Gainsborough, y probablemente fue una solicitud específica de los propietarios. Su casa, también llamada Auberies, estaría ante su vista en el retrato, detrás del espectador a su derecha, y mucho más cerca de lo que la imagen implica. El matrimonio tuvo nueve hijos, y cuando Frances Andrews murió a los 48 años en 1780, Robert se volvió a casar; murió en 1806 a los 80.
La pareja está enterrada en el cementerio de la iglesia de St. Andrew en Bulmer, mientras que un monumento en su honor se ubica en la iglesia.

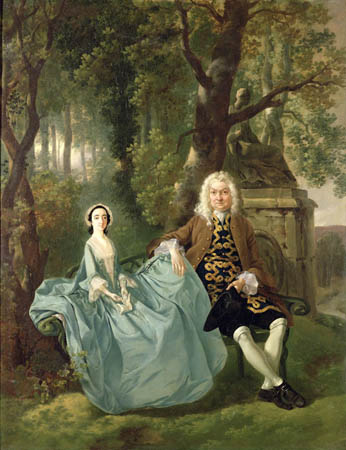
Los padres de la Sra. Andrews, también de Gainsborough: Retrato del señor y la señora Carter (hacia 1747-1748), 91 x 71 cm.

Los Andrews muestran distintas actitudes, pero ambos son más iguales en su informalidad de lo que muchos observadores han pensado. Robert es tan informal como un hombre en su posición probablemente pudiera ser visto, incluso en su propia propiedad, con una chaqueta de caza con bolsas colgando para la pólvora y las balas. Frances usa un atuendo que de hecho es un traje de verano informal (como se llamaría ahora) con una falda y un corpiño separados, no un vestido, de un azul claro similar a los que Gainsborough solía regalar a sus primeras mujeres retratadas, incluida su madre, y que puede no representar ninguna prenda real de ese color. Ella usa mulas (zapatos sin talón) informales y un sombrero de paja. Sin embargo, sus poses son ciertamente diferentes, con la pose despreocupada de Robert no emparejada por la de Frances, quien está «sentada muy erguida». Aparte de las consideraciones de la corsetería, y el aplomo que se espera de una dama, su figura probablemente fue pintada basándose en un maniquí vestido del artista y no posando ella al natural. El banco rococó sobre el que se sienta parece de madera, y se cree que no es real sino una invención de Gainsborough, basándose en su período con Gravelot.
Gainsborough había pintado (probablemente en Londres) a los padres de Frances en su Señor y señora Carter de Bullingdon House, Bulmer, Essex en aproximadamente 1747-1748 (ahora en la Tate Britain). Esta pintura es una comparación interesante con la de los Andrews en muchos aspectos. Frances Jamineau, que se convirtió en la Sra. Carter, era de ascendencia francesa, y se desconoce si ella y su esposo eran realmente tan desproporcionados en tamaño como los pinta Gainsborough.
Las prolijas filas paralelas de trigo producidas por la revolucionaria y polémica sembradora de Jethro Tull muestran que esta es una granja completamente moderna y eficiente. Robert era un granjero entusiasta, cuya carta en 1768 al agricultor Arthur Young «Sobre el carbunco en el trigo» fue publicada en el Young's Annals of Agriculture. Como tales detalles no son típicos de los paisajes de Gainsborough, sino que más bien anticipan el trabajo de John Constable, que nació cerca unos 25 años después, parece probable que fueran idea de Robert Andrews. De hecho, el campo de trigo se ha acercado mucho más a la casa de lo que realmente hubiera sido el caso; es «inventado, o traspuesto desde más lejos. Si se leyera literalmente, las gavillas de trigo estarían empujando a través del porche de Auberies».

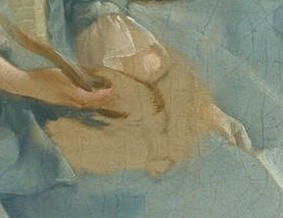
¿Un espacio reservado para...?

## Área faltante
Un área en el regazo de la señora Andrews está «reservada», es decir, no está pintada con el azul de su vestido. Una pincelada marrón ha sugerido una «idea largamente popular» de que un faisán iba a colocarse allí, a pesar de que la pintura probablemente (dado que el trigo aparece recién cosechado) presenta un momento antes del inicio legal de la temporada de caza del faisán el 1 de septiembre. Quizás es más probable que sea una bolsa para guardar las labores de bordado, y hacer encaje o ganchillo, como se ve a menudo en retratos femeninos de la época, un libro, un abanico, un perrito faldero, o incluso un bebé aún por nacer; su primer hijo fue una niña nacida en 1751.